# ベヌエ州

ベヌエ州
Benue State州の愛称: 国の食料籠

ベヌエ州 (ベヌエしゅう、英語：Benue State) は、ナイジェリア中東部の州である。農業が豊富に行われ、川も多いため、「ナイジェリアの穀倉地帯」と呼ばれることもある。ジャガイモ、キャッサバ、大豆、ギニアコーン、亜麻、ヤムイモなどが栽培される。
ベヌエ州の名はベヌエ川に因んでおり、1976年に当時のベヌエ＝高原州の南部とイガラ族の住む旧クワラ州のニジェール川左岸から設置された。イガラ系の民族は旧ベヌエ州の西部と旧クワラ州の東部に分割されていたが1991年に合わせてコギ州とされた。北にプラトー州から分割されたナサラワ州、北東にタラバ州、南東にカメルーン、南にクロスリバー州、エボニ州、南東にエヌグ州と接する。
主な民族はティヴ、イドマ、イゲデである。ベヌエ州はナイジェリアでエイズ感染率の最も高い地域となっている。
2018年1月1日、フラニ族とみられる遊牧民らが農家を襲撃する事件が発生し72人が死亡。イスラム教徒が多い遊牧民とキリスト教徒が多い農民との間の対立構造、州の一部に放牧を禁止する新法が施行されたことも遠因にあると見られている。